# 日本列車類別
日本列車類別（日语：／），又可稱作列車等級，是特急、急行、各站停車及不載客列車等，列車的停車站與服務不同而作區分的列車類別。列車類別的名稱在不同的鐵路公司中，其停車站與服務等會存在差異。本條目是記述日本旅客列車的不同列車類別。

## 概要
列車類別根據鐵路公司而有所不同。以停車站由少至多排列，類別通常設有特急、急行、快速、準急、普通（各站停車）。但是曾經在東武鐵道的路線中，快速的停車站是少於急行。此外，在以上類別名稱中，會加入通勤、區間、快速、準、英文字（「A」、「B」）等前綴，以細分列車類別。
列車類別，通常都受法規限制，嚴格遵守其類別的規則。而其他情況下則是為了方便當時的從業員，而作出判斷及命名其類別。在某些情況下，JR的普通列車在法規規定與實際營運上會有所分別。
另外，有些列車會在中途站中改變列車類別，使之後的停車站有作調節，特別是在名古屋鐵道與京濱急行電鐵出現最多這些情況。

## JR、日本國有鐵道的列車類別
根據JR、國鐵的旅客營業規則，列車類別中規定使用「急行列車」和「普通列車」術語。當中，急行列車可包含普通急行列車和特別急行列車。而普通列車也可包含快速列車。此外，新幹線歸類為急行列車，包含在特別急行列車內。
以下，將會分別記述各列車類別。

### 急行列車
急行列車，是指列車在到達目的地前，以較快速的行式行駛，以及較為重視的列車。在乘坐急行列車時，除了車票外，還需要支付額外費用。急行列車中，包含了普通急行列車（「急行」）與特別急行列車（「特急」）。乘坐普通急行列車需要持有普通急行票（在票面會標示「急行票」），乘坐特別急行列車需要持有特別急行票（特急票）。此外，在1968年9月30日前，曾設有準急行列車（準急）。而乘坐準急行列車需要持有準急行票（準急票）。

### 普通列車
在急行列車以外的列車，便是普通列車，只需要乘車票便可乘坐。基本上為各站停車的類別，但是在部分路線中，普通列車會設有通過站。例如，在日間或早上、深夜時段，會通過一些預期沒有乘客上下車的車站。此外，在城市和近郊部分鐵路線中設有複複線，這些路線會設有「普通」和「各站停車」的類別，前者在行走時會「通過」沒有月台的車站。
在普通列車中，不停部分中途站的列車一般稱為快速列車。快速列車中，按照停車站模式和運行時段，會再有不同的稱呼。快速中停車站較多會稱呼為區間快速、B快速和準快速，而快速中停車站較少會稱呼為特別快速和新快速，在繁忙時間行走的快速列車會有機會稱呼為通勤快速、直通快速，在假日行走的快速列車會有機會稱呼為假日快速。此外，還有一些快速列車會加上地方名稱或目的地名稱作前綴，例如西日本旅客鐵道（JR西日本）的大和路快速、丹波路快速、都路快速、關空快速·紀州路快速，東日本旅客鐵道（JR東日本）的青梅特快、中央特快。
在2004年3月12日，常磐線內使用通勤型電動列車的「快速（電車）」會比中距離電車的「普通（列車）」停較多停車站。

## 民營鐵路公司的列車類別
以下，將會記述各民營鐵路公司（部分為公營鐵路公司）的列車類別。

### 特急
在特急中，設有兩大類別。第一類別是只需持有車票便可乘車的特急列車，例如阪急電鐵的特急列車。另一類別為像JR一樣，除車票外還需要持有特急票才可乘車的特急列車，例如西武鐵道的特急列車。
在京成電鐵中，使用AE形専用電動列車行走「Skyliner」系統時，需要持有稱作「Liner票」的特急票。但使用一般電動列車行走特急時，只需要持有車票便可乘車。在京成鐵道公司內部，前者會稱作「特別急行(A)」（除Skyliner外，還有Morning Liner與Evening Liner），後者則稱作「特別急行(B)」（除了特急，還有快速特急與Access特急）。
關於同公司設有不同類別的特急列車，除了上述的京成電鐵外，還有以下例子：
- 東武鐵道，在伊勢崎線系統運行（兩毛）和日光線系統運行（「華嚴」、「鬼奴」、「Revaty會津」、「湯之里」、「霜降」、「晴空塔Liner」、「下野」、「都市公園」）是所謂的本線系統與東上線系統，兩者的特急列車有所不同。前者的特急列車是使用專用列車，並設有座位指定制，因此需要特別急行票（日语：急行券）。而後者的特急列車使用一般車輛，沒有座位指定制，因此不需特急票。
- 現時近畿日本鐵道所有特急列車中，由於是座位指定制，因此需要特急票。但在以前，奈良線曾設有使用通勤型電動列車且不需特急票的「特急」列車運行。在1972年11月，該不需特急票的「特急」改名為「快速急行」。此外，南大阪線和吉野線設有臨時列車，此列車在急行列車以上，名為「快速」列車，但隨後改名為「快速急行」。

#### 特急類的列車類別
「特急」是停車站較少的列車類別。但是部分鐵路公司會再細分，把比「特急」停車站較多及「急行」停車站較少的列車類別設定為另一種列車類別。詳情參閱各路線條目。此外，也會設有「Liner」列車類別，詳情參閱#Liner。此外，愛知電氣鐵道、新京阪鐵道、阪和電氣鐵道曾經設有超特急列車類別。
| 類別     | 運行鐵路公司 |
| -------- | --- |
| 通勤特急 | 京成電鐵、東急電鐵、横濱高速鐵道、阪急電鐵                                                                                |
| 快速     | 京成電鐵、東武鐵道 |
| 準特急   | 京王電鐵 |
| 快速急行 | 西武鐵道、小田急電鐵、東武鐵道、富山地方鐵道、名古屋鐵道 阪急電鐵、阪神電氣鐵道、近畿日本鐵道、京阪電氣鐵道、南海電氣鐵道 |
| 通勤急行 | 小田急電鐵 |
| 區間特急 | 阪神電氣鐵道 |
| 通勤快急 | 京阪電氣鐵道 |
| 深夜急行 | 京阪電氣鐵道 |
| S特急    | 山陽電氣鐵道、阪急電鐵、阪神電氣鐵道                                                                                      |

### 急行
大部分民營或公營鐵路公司的急行列車只需車票便可乘車。
有些鐵路線中，會出現只設有特急列車但沒有急行列車的情況，例如山陽電氣鐵道本線和阪急京都本線。
與特急一樣，部分鐵路公司路線設有「通勤」、「區間」和「快速」等前綴的衍生列車類別。有關「快速急行」列車，參閱快速急行，其他衍生類別運行的路線參閱急行列車#急行的衍生類別。而使用時段（深夜）作為前綴的列車類別只有很少例子，現時京阪電氣鐵道設有「深夜急行」列車類別。

### 快速
在不同私鐵中，快速與急行列車的地位會有所不同。
京王電鐵和相模鐵道的急行比快速高級。東武鐵道和神戶電鐵的快速比急行高級。在2012年6月30日前，西武鐵道不同路線的快速與急行列車的地位會有所不同，池袋線系統中的急行比快速高級，新宿線系統中拜島快速比急行高級。

### 準急
準急列車，是指比急行（部分鐵路公司為快速）停車站多的列車類別。準急的長寫為「準急行列車」。現時南海電氣鐵道中，在廣播時會稱呼為「準急行」。國鐵曾經設有準急列車運行，但這些列車均升格至急行列車後，便取消了這列車類別。
在私鐵中，準急的停車站模式大致分為3種：
1. 準急部分區間與急行停靠相同的車站，其餘區間則各站停車。
例子包括東急田園都市線、東武伊勢崎線、東上線，西武鐵道的新宿線，名古屋鐵道的瀨戶線。
2. 準急全段區間與急行停靠相同的車站外，還停其他車站。
例子包括西武鐵道的池袋線，名古屋鐵道的名古屋本線、犬山線。
3. 擁有1與2的模式。與準急部分區間與急行停靠相同的車站及加停其他車站，其餘區間則各站停車。
例子包括神戶電鐵、近鐵大阪線、奈良線。

在以上停車站模式中，以第1種為最多鐵路公司採用。此外，少部分日本鐵路公司曾經設有快速準急列車類別（參閱小田原線#過去的列車類別）。另外，與急行一樣，設有「區間」「通勤」等前綴的衍生列車類別運行。
津輕鐵道線只有準急一種優等類別。

### 其他優等類別
在民間鐵路公司中，除了使用國鐵的優等列車類別（即特急、急行、準急、快速）及其衍生類別外。曾經使用一些其他名稱的列車類別。
最急行、最大急行
為急行上一等的類別。以特別急行（特急）的概念而設的列車類別。在未國有化前的山陽鐵道首次出現此列車類別。在國鐵特急出現後，京阪電氣鐵道也曾經設有此列車類別。現時全日本再沒有此列車類別。
高速
在特急與急行之間的類別。名古屋鐵道為了區別收費的「特急」與不需收費的「特急」，而把不需收費的「特急」列車改名為「高速」。由於此列車類別在中京圈出現，使近畿日本鐵道的臨時列車「伊勢志摩號」的列車類別也受到影響，把直通急行改名為高速。名鐵在1990年時間表修正時，由於特急政策改變，使「高速」列車類別消滅。而近鐵也把「高速」變回「快速急行」，在1990年代後期再改為只稱作「臨時列車」。
直行
現時只有近畿日本鐵道生駒索道山上線使用的臨時類別。其列車的特色是不會停任何中途站，通常在晚間（在假期時設有日間班次）運行。在南海電氣鐵道、京阪電氣鐵道、能勢電氣軌道、西日本鐵道曾經設有「直行」列車類別。但這些鐵路公司的「直行」列車並沒有不停站的特徵，其後各鐵路公司的「直行」列車改為準急或急行。
半急行
為急行下一等的類別。在名古屋鐵道東部線（前愛知電氣鐵道線）於1939年前及1944至47年之間設立。在同一時期，西部線（舊名岐鐵道線）使用準急列車類別，在西部線提升電壓後，開始東西直通運輸，全線使用準急列車類別，半急行被消滅。
准急
為急行下一等類種。只有西日本鐵道使用該列車類別，其特徵與準急列車相同，但是名字上不使用字，而使用字。
直通
為急行下一等類別。宇治川電氣（後來為山陽電氣鐵道）於1928年，小田急電鐵於1929年開始使用，隨後在1940年代廢止，這些「直通」類別改名為其他名稱（參閱山陽電氣鐵道本線#直通和小田急電鐵的時間表修正#準急、直通）。另外，在1949年的夏季，京濱急行電鐵設有臨時列車「直通」行走品川至逗子海岸之間。在阪和電氣鐵道行走阪和天王寺王阪和東和歌山全區間的普通列車也會稱呼為「直通」列車（p. 38）。
直急
與準急相同等級的類別，只有阪和電氣鐵道設有此類別。當時，準急列車在和歌山一邊為快速運輸，直急列車在天王寺一邊為快速運輸，但在另一邊為各站停車。在1936年4月時間表修正時，阪和天王寺至阪和岸和田之間變為各站停車，以南區間則為急行運輸。其後在1937年6月的時間表修正後回復本來的運行區間並廢止（pp. 179-188）。

### 普通、普通車、各站停車、各停
基本上普通、普通車、各站停車、各停，這四種列車類別皆停每個車站（但設有班次通過部分車站）。當中包括：
- 表面上會在列車資訊中標示「普通」，但實際上是運行「各站停車」或「各停」列車類別的鐵路公司
- 把「各站停車」簡稱為「各停」的鐵路公司
- 列車資訊中標示「普通車」的鐵路公司
  - 但是西武鐵道中，曾經把「普通」改名為「各停」（在2008年實行）[8]。

### 備註
截至2018年8月，在日本大手私鐵公司中，最多列車類別的鐵路公司為京阪，設有11種，第二多為西武，設有10種。

## 區間類型
在所有優等列車中，若設有部分區間中各站停車時，會加入「區間」作為列車類別的前綴。在1938年，京阪電鐵京阪本線首次設立「區間」列車類型，名為區間急行。當初只有關西地區的JR和大手私鐵使用此類型。在關西以外的地方，當列車設有同類情況，其列車會在中途站改變列車類型（急行⇔普通），或使用「快速」或上一級「特別快速」的列車類別。在1997年，在關東地區的東武鐵道設立了「區間準急」。之此以後，全日本鐵路公司開始採用「區間○○」作為其中一種列車類別。
在「區間快速急行」、「區間急行」、「區間準急」、「區間快速」之中。不同鐵路公司對於「區間」的定義都不同，並不會完全按照上段中的定義。當中，在阪急電鐵的時間表上，正式類別會設有區間急行和區間普通，但在各種旅客資訊中則以急行和普通標示，不會標示出「區間」兩字。

### 英文標示
此外，在使用英文來標示「區間」列車時，不同的鐵路公司會使用不同的英文詞彙。
使用「Section」的公司
- 東武鐵道、小田急電鐵 - 「區間準急」⇒「Section Semi Express」

使用「Semi」的公司（「區間準急」除外）
- 首都圈新都市鐵道、JR東海、JR北海道「石狩快車」 - 「區間快速」⇒「Semi Rapid」
- 京阪電氣鐵道 - 「Semi Express」

・京王電鉄 - 「Semi-Exprss」
其他
- JR西日本 - 「區間快速」⇒「Regional Rapid Service(R.Rapid)」
- 近畿日本鐵道 - 由於近鐵「區間」列車設有「近郊的」意思，因此會使用「近郊」的英文「Suburban」的簡寫「Sub 」
- 東京單軌電車 - 「區間快速」的英文為「Rapid」（快速）。[註 5]

### 運行方式
以下設定「區間」型列車的例子。在本來部分需各站停車的區間中，由於該區間實際需求量低，因此便設立「區間」列車通過該區間。由於在路線中的區域運輸需求不大，因此設立「區間」列車。由於在整線路線中客源中，區間車站與列車終點站兩者之間側重於一邊，因此設立「區間」列車。由於在路線中不需要強化區域運輸，因此設立「區間」列車，此例子較多時發生於日本鐵路線身上。
在「區間急行」中，通常的停車站模式是：在起點站附近與急行停相同的車站，在郊外設定為各站停車。
在每間鐵路公司的「區間」列車中，其停車站相對比沒有「區間」的同等列車為多。但是在2009年3月20日時間表修正前，阪神本線的「區間特急」為例外，該「區間特急」比「特急」還未少停車站。阪神的「區間特急」設立當初，列車從路線的中途站（蘆屋站）出發前往大阪市內，為通勤乘客提供一個較快速的列車服務，為公司的戰略商品。再名為「區間特急」，其「區間」的意思是只行走一般特急列車的一部分。隨後曾經在一段時期，延長至在三宮站出發，而同時「特急」列車繼續行走元町站至神戶高速線、山陽電鐵線區間。
另外在京阪本線中，「區間急行」停車站比準急多（與京成和東武中，急行停車站比快速多同樣關係。但現時京成的急行已經廢止）。而這「區間」的意思，是指列車在整段行程中，只有部分區間行走短距離的急行列車，比準急列車下一級，而準急列車上一級則為急行列車。本來準急的英文是"Semi Express"，但則用於區間急行身上，準急使用了區間急行的英文"Sub Express"。
京王電鐵曾經設有準急列車，其英文是與京阪的區間急行一樣為"Semi Express"。在2013年2月22日起，「通勤快速」改名為「區間急行」，並在2015年9月24日前，(新線)新宿站至調布站之間的停車站與「急行」一樣。2015年9月25日的時間表修正後，區間急行加設停車站仙川站，與同區間的「急行」多了一個停車站。
此外關於東武伊勢崎線，在2006年3月17日前，設有「區間準急」列車直通至東京地下鐵半藏門線，在曳舟站至北千住站之間的中途站則為通過，但是這些中途站是「準急」的停車站。在2006年3月18日的時間表修正後，半藏門線直通的列車由「區間準急」改為「準急」，以淺草站為終點的「準急」改為「區間急行」，使「準急」與「區間急行」的層次關係一致。準急列車中，新越谷站至東武動物公園站之間各站停車，區間急行則在其區間中停千間台和春日部站。另一方面，區間急行在曳舟站至北千住站之間各站停車，但準急則為不停站。因此，在下行列車中，準急會在曳舟站追越區間急行，但區間急行會在千間台站或春日部站追越準急。而直至東武動物公園站，前往館林、太田方向或南栗橋、新栃木方向中，區間急行會首先到達。除了早上和晚間以外會運行這個時間表模式，在2006年3月17日前，只有日間才運行這個時間表模式。由於半蔵門線直通列車會在曳舟站至北千住站之間不停站，使水天宮前站與在鄰近的東京地下鐵日比谷線人形町站前往北千住站在行車時間設有優勢，以引導乘客使用半蔵門線直通列車，減低車廂擁堵。
此外，也設有「區間」類型列車只在中間區間各站停車的情況。當中在小田急小田原線，在新宿站至本厚木站之間設有通過站，在本厚木站至新松田站之間為各站停車，在新松田站至小田原站再設有通過站，但該列車的類別為急行列車，郤擁有「區間」類型列車的特性。

### 與區間類型同樣運行情況的列車
除了使用「區間○○」來設定其類型的特性外。也設有一些較快速的列車（例如急行、快速）到達某個車站後，該列車的類別會更變為各站停車（普通列車），這個運行方式與「區間」類型列車的特徵是相同的。
在這個情況下，時間圖表（日语：ダイヤグラム）與時間表中，會分成兩架列車，使用不同的列車編號和列車類別，但實際上使用同一架列車運行，使方便乘客。

#### 日本國有鐵道・JR
JR東日本
JR東日本的快速列車中，沒有與其他鐵路公司一樣，沒有設置比快速次一等的區間快速列車。在線區中，會設有列車在部分區間中各站停車與部分區間中快速運輸。以設有像區間快速運行方式的例子：
上野東京線
在上野東京線中，部分快速列車到達東京站會變為普通列車。例如快速「Acty」在東海道本線內為快速列車，在東北本線（宇都宮線）內為普通列車。另外，設有列車在東海道本線內為普通列車，在東京站便運行高崎線快速「Urban」或宇都宮線快速「Rabbit」，此列車只限早上北行。此外，沒有快速「Acty」班次直通至高崎線。在本細節提及的列車中，列車類別均為「快速」列車。
湘南新宿線
在湘南新宿線中，部分南行快速列車在大宮站，北行快速列車在大崎站後會改變列車類別在。東北本線（宇都宮線）至橫須賀線系統中，在大宮站以北的宇都宮線區間內為快速列車，包括橫須賀線內以南為各站停車。在高崎線至東海道本線系統中，大崎站至戶塚站之間的橫須賀線區間內為快速列車，在戶塚站以西的東海道本線，以及包括高崎線內大崎站以北為各站停車（除了湘南新宿線所有列車均通過的埼玉新都心站外）。在列車類別上，宇都宮線系統為「快速」列車，高崎線系統為「普通」列車。
埼京線
埼京線直通至東京臨海高速鐵道臨海線的（通勤）快速列車，在臨海線內為各站停車。直通至相鐵·JR直通線的列車中，羽澤橫濱國大站至赤羽站之間為各站停車，赤羽站至大宮站之間為快速運輸，當中列車在大崎站會轉變列車類別為（通勤）快速，其列車編號也會改變。此外，當列車直通至相鐵線內時，會以特急或普通的列車類別運行，與埼京線內的列車類別沒有關係。
仙山線
在仙山線的快速列車中，設有仙台站至愛子站之間各站停車，或山寺站至山形站之間各站停車。在市面上的時間表中，均以快速列車標示，不會特別區分列車在哪個區間各站停車。在過去，曾經設有在其他區間中各站停車的停車站模式（詳情參閱「仙山」）。
仙石線
在仙石線的快速列車中，於2014年3月14日前，曾設有在青葉通站至多賀城站之間為各站停車的列車。在1998年至2000年之間，曾設有本鹽釜站至石卷站之間各站停車的列車（詳情參閱仙石線#快速列車。）。
仙石東北線
在仙石東北線的快速列車中，在早上設有1班與日間設有多班列車在仙台站至鹽釜站之間為各站停車。
JR東海
在高山本線，高山站至岐阜站之間行走的首班與尾班車中，下呂站至岐阜站之間為各站停車，在高山站至下呂站之間為會設有通過站（停久久野站、飛驒小坂站・飛驒萩原站），但列車類別為普通。
JR四國
JR四國內，設有快速「太陽港」，該列車在高松站至坂出站之間設有通過站，在坂出站後為各站停車。此外，在快速「太陽港」快速區間的停車站中，比在日間時段行走的快速「Marine Liner」的停車站較多。
其他
在國鐵至JR時代，部分特急列車的部分區間會以普通列車運行。當中例如房總特急，在外房線特急「若潮」部分班次中，勝浦至安房鴨川之間會設定為普通列車。

#### 私鐵
小田急電鐵
在小田原線中，部分往相模大野的急行列車在到達相模大野站後，會轉為各站停車繼續前往本厚木。在2018年3月17日時間表修正後，這些會在新宿站已經會標示最終目的地，不會在中途才顯示出最終目的地。
京成電鐵
在本線、押上線中，早上部分前往京成佐倉的列車，以及晚上前往羽田機場的列車中，這些列車到達京成高砂站後，列車在本線內會轉為以快速，押上線內會轉為以普通列車運行。此外，在月台列車資訊內，不會顯示直通至京急久里濱線、機場線、京急本線、都營地下鐵淺草線內的列車類別，而返方向也同樣。

## 通勤類型
通勤種型列車會在早上或黃昏的繁忙時間運行，主要運送通勤與上學乘客。以通勤作為前綴，設有「通勤特急」、「通勤特快」、「通勤急行」、「通勤準急」、「通勤快速」多類列車類別。多數在東京近郊路線使用。乘坐大部分通勤類型的列車均不需支付額外費用，但是在JR中設有需支付額外費用的定員制（指定席）列車Home Liner，在其他鐵道公司也設有收費列車。
附上「通勤」的列車類型中，停車站多與少均沒有統一標準，會按照鐵路公司與路線而定。此外，部分鐵路的通勤列車類別不會冠上「通勤」兩字。
「通勤」的英文為Commuter（在資訊板上，為了節省空間會使用縮寫Comm.），也同時會使用列車類別的英文名之一。
此外在「通勤」類型中，與假日時運行「假日快速」相反。「通勤」類型基本上只有平日運行。但是，京成電鐵本線的「通勤特急」（後述），在星期六及假日也會運行。
JR中央線（東京圈）的通勤類別

通勤特快
通勤特快的停車站比中央特快的停車站少5站。該5站為西八王子站、豐田站、日野站、三鷹站和中野站。只設上行5班列車（往都內方向）。
通勤快速
通勤快速的停車站比中央特快的停車站多2站。該2站為荻窪站、吉祥寺站。只設下行（往都外方向）列車。
也設有來往青梅站的通勤列車，與一般的「快速」列車相同，在青梅線內則為各站停車。
JR東海道線（東京圈）的「通勤快速」
此通勤快速會通過川崎站、橫濱站和戶塚站（均為快速「Acty」的停車站）。因此在品川站至大船站之間為不停站。此外，此列車只於平日晚上下行，從東京站出發前往小田原站。在大船站以西的停車站與Acty一樣。即是通勤快速的中途停車站為新橋站、品川站、大船站、藤澤站、茅崎站、平塚站和國府津站。
JR高崎線的「通勤快速」
此通勤快速會通過上尾站、桶川站（均為快速「Urban」停車站），但停尾久站（為快速「Urban」通過站）。即是通勤快速，在上野站至高崎站或前橋站之間的中途停車站為尾久站、赤羽站、浦和站、大宮站、鴻巢站，以及熊谷站至高崎站或前橋站之間的各站。下行2班列車會加停上尾站、桶川站。在上野站至大宮站之間，與宇都宮線通勤快速停相同的車站。
JR宇都宮線的「通勤快速」
此通勤快速會通過蓮田站（為快速「Rabbit」停車站），但停尾久站（為快速「Rabbit」通過站）。即是通勤快速，在上野站至宇都宮站之間的中途停車站為尾久站、赤羽站、浦和站、大宮站、久喜站、古河站，以及小山站至宇都宮站之間的各站。在黃昏設有上行1班通勤快速以黑磯站為起點站，該列車在起點站至小山站之間為各站停車。在上野站至大宮站之間，與高崎線通勤快速停相同的車站。
JR總武快速線的「通勤快速」
此通勤快速會通過新小岩站、市川站、津田沼站、稻毛站、總武本線物井站（起為快速停車站）。每日設有2往返班次（早上上行2班、晚上下行2班）。當中，以成田線成田站為上行起點站和下行終點站（但設有1班上行列車從成田機場站開出）。上行列車會直至前往橫須賀線逗子站，下行則由東京出發。在橫須賀線或成田線內（佐倉站以北）為各站停車。
JR埼京線的「通勤快速」
通勤快速的停車站比快速的停車站少2站。該兩站為戶田公園站和與野本町站。即是通勤快速的停車站為東京臨海高速鐵道臨海線新木場站或相鐵·JR直通線海老名站至赤羽站之間各站、武藏浦和站、大宮站至川越站之間各站，前者會在每日的早上和黃昏及晚間，替代快速列車運行；後者僅於在每日早上以加班車名義行駛。
JR京葉線的「通勤快速」
此通勤快速在京葉線內的中途站只有八丁堀站和新木場站，其餘車站則通過。在內房線、外房線內的停車站與快速一樣。（直通至外房線的通勤快速中，設有列車由東金線成東站出發，以及由勝浦站出発，並於譽田站結併。）此外，在京葉線全線開通時，也通過新木場站。
東急東橫線、港未來線的「通勤特急」
通勤特急的停車站比特急停車站多3站，該3站為日吉站、馬車道站和日本大通站。
東急田園都市線的「通勤快速」（現已取消）
田園都市線中，現時設有「急行」和「準急」的優等列車運行。這兩種列車的原身是「通勤快速」。在設立此類別當初，並沒有快速列車的存在。此類別在早上繁忙時間運行。當中，如設立「快速」和「急行」，這些列車的停車站會較難作出改變。當時，田園都市線沿線正在開發中，因此較難預測各站上下人次，而最終設立這獨特的列車類別。
京王線的通勤類型列車（均已取消）
通勤快速
通勤快速在設立當時，比「快速」的停車站少3站，這3站包括下高井戶站、八幡山站和仙川站。但是在2013年2月22日時間表修正中，該類別改名為「區間急行」，並增設班次在通勤時段以外運行。此外，現時的「區間急行」加停了仙川站。
通勤急行
在1992年前設有通勤急行，隨後加停杜鵑丘站，與急行列車相同，因此整合至急行班次。
西武池袋線的通勤類型列車
通勤急行
通勤急行的停車站比急行的停車站多2站。通勤急行停大泉學園站、保谷站、東久留米站，但急行卻通過。同時，通勤急行通過雲雀丘站，但急行則停站。
通勤準急
通勤急行的停車站比準急的停車站少1站，該站為石神井公園站。在2008年6月15日前，列車通過練馬站。
西武新宿線的「通勤急行」
通勤急行的停車站比急行的停車站少7站，在急行的各站停車區間中，即本川越站至田無站之間，設有通過站，而這些通過站為急行的停車站。
東武東上線的「通勤急行」（已取消）
通勤急行在志木站以西區間中，比急行的停車站為多。在急行志木站至川越站之間為各站停車。但是通勤急行通過朝霞台站（為急行停車站）。即是與成增站以西各站停車的準急列車相比，比通勤急行的停車站少2站。在2016年3月的時間表修正後，整合至準急。
東京地下鐵東西線的「通勤快速」
通勤快速的停車站比快速停車站多3站，該3站為南砂町站、西葛西站和葛西站。
東京地下鐵副都心線的「通勤急行」
通勤急行的停車站比急行停車站多3站。在和光市站至小竹向原站之間各站停車，而明治神宮前站（為急行停車站）則通過。
西武池袋線的通勤急行、通勤準急，東武東上線的通勤急行，東京地下鐵副都心線的通勤急行。在這些列車類別中，與其普通類型（即例如「通勤快速」與「快速」）的列車中，各自獨有停車站，這個停車站的方式為千鳥停車。
京成電鐵的「通勤特急」

通勤特急停車站中，在京成上野站、押上站至勝田台站之間與特急一樣，在勝田台站至成田機場站、芝山千代田站之間為各站停車。若為都營淺草線的直通班次，多數在線內均各站停車。部分在京急線（本線、機場線）內為機場急行的列車中，在都營淺草線內會以機場快特運行，在押上站以東區間的京成線內會以通勤特急運行。京成線，在星期六及假日繁忙時間時，會以快速特急運行。此外，現時京成電鐵的通勤特急已經是第3代。
首都圈新都市鐵道筑波快線的「通勤快速」
在2012年10月15日的時間表修正中新設立。比快速停車站多4站，包括六町站、八潮站、柏之葉校園站、研究學園站。通勤快速與區間快速設有千鳥停車的關係，區間快速不停六町站，但停三鄉中央站、未來平站、綠野站、萬博記念公園站。
小田急小田原線的通勤類型列車
通勤急行
通勤急行的停車站比急行的停車站少2站，其中一站為登戶站，另一站為經堂站，該站除了平日下午繁忙時間外為急行停車站。通勤急行與快速急行設有千鳥停車的關係に，快速急行不停る向丘遊園站、成城學園前站，但停登戶站。
通勤準急
通勤準急的停車站比準急的停車站少3站，這3站為千歲船橋站、祖師谷大藏站和狛江站。
相模鐵道的通勤類型列車
通勤特急
通勤特急的停車站比特急的停車站多1站，該站為鶴峰站。
通勤急行
通勤急行的停車站比急行的停車站多2站，該2站為西谷站與鶴峰站。
靜岡鐵道靜岡清水線的「通勤急行」
靜岡鐵道靜岡清水線在2011年10月1日的時間表修正中，把設立15年前的急行列車。當時只有下行列車（往新清水站），上行列車（往新靜岡站）名為「通勤急行」。當中，櫻橋站至草薙站之間與急行一樣連續停4站，隨後在新静岡站前的停車站只有古庄站和日吉町站，同區間中，急行則停縣綜合運動場站。此外，急行和通勤急行只於平日繁忙時間運行。
JR東海道本線（静岡圈）的「通勤快速」（已取消）
在2007年3月17日前設有「通勤快速」。在静岡地區中除月光長良號外，唯一定期的運行的快速列車。在平日行走豐橋站至靜岡站之間，每日1往返班次（早上時段1班上行、黃昏時段1班下行）。停車站中除靜岡站外，豐橋站至島田站各站停車。此外，這個地區部分設有Home Liner運行。
中京圈（名古屋近郊）的通勤類型列車
在中京圈中，現時私鐵和JR也沒有以「通勤○○」命名的列車類別。
在JR東海中，以「特別快速（東海道線）」與「區間快速（東海道線、武豐線直通與關西線）」作為通勤類型列車。此外，東海道線與中央線設有Home Liner列車。在過去，中央線曾設有「通勤快速」列車。
名古屋鐵道中，「快速急行」列車只於繁忙時間運行，在中途站會改變列車類別，此類別除了標準停車站外，部分列車會設有特別停車站以對應繁忙時間的需求。在近畿日本鐵道（名古屋線）及其他私鐵中，並沒有只在繁忙時間行走的較快達列車。
京阪電氣鐵道的通勤類型列車

京阪本線在2017年8月21日起，新設「Liner」列車。在平日早上繁忙時間在枚方市站出發前往淀屋橋站，以及樟葉站出發前往淀屋橋站，各1班合共2班。
在2008年10月19日的時間表修正中，把平日早上繁忙時間下行方向（淀屋橋方向）的「準急」改變為「通勤準急」，其停車站與「準急」一樣，但不停守口市站。同時新設「快速急行」及「通勤快急」，「通勤快急」只於平日早上繁忙時間下行方向（淀屋橋方向）運行，其停車站與「快速急行」一樣，但不停守口市站。此外，與「通勤特急」相似的「K特急」曾在2003年至2008年之間的平日早上和黃昏運行。「K特急」的停車站比「特急」的停車站少2站（枚方市站、樟葉站）。在早上繁忙時間下行方向（淀屋橋方向）加停枚方市站。另外，K特急在2008年的時間表修正中改名為「快速特急」。此外截至2018年，京阪電鐵中還未設有「通勤急行」列車類別，但在列車的列車類別牌中卻預留此類別。
阪急電鐵各路線的通勤類型列車
阪急電鐵各路線設有不同通勤類型列車。京都本線方面，「通勤特急」與「特急」停車站的差別在，「特急」停淡路站但「通勤特急」通過，「特急」通過西院站和大宮站但「通勤特急」停車。設有千鳥停車的關係。另一方面，在神戶本線中，「通勤特急」比「特急」加停塚口站。
寶塚本線的「通勤特急」在2015年3月21日的時間表修正中新設。設有5班，單方向從川西能勢口站前往梅田站。在修正前，設有「通勤急行」，與「特急日生特快」一樣，再加停豐中站。神戶本線曾設有「通勤急行」，其停車站除了停「急行」的停車站還加停武庫之莊站。在寶塚本線方面，在2015年3月20日前曾設有「通勤準急」。其停車站中，除通過中津站、曾根站、岡町站外，均與「準急」停車站一樣。也可形容為與急行停相同的停車站。但是「通勤準急」所有列車均直通箕面線的石橋站。

### 與通勤類型同樣運行情況的列車
在一些列車沒有冠上「通勤」兩字，但在運行情況上很像通勤類型，以下是一些例子：
JR東日本
在東北本線盛岡地區中，在每日早上通勤時段設有由水澤出發前往盛岡的快速列車「阿弖流為」。此快速列車設有與通勤快速相近的運行形態。
JR西日本
JR西日本中，沒有通勤快速的類別，但設有相近運行形態的列車。
- 在早上和黃昏繁忙時間，行走於JR東西線、片町線（學研都市線）、大阪東線和關西本線（大和路線）中，設有「直通快速」列車，實質上是與通勤快速相近的類別。在星期六和假日暫時服務。
- 在早上繁忙時間的阪和線中，設有「直通快速」列車。
- 在中國地方，設有快速「通勤Liner」列車。除了平日服務外，在星期六及假日也有服務。（在山口線的SL山口號（日语：SLやまぐち号）運行的月份（3月〜10月）中，「通勤Liner」在星期六及假日則暫停服務）。此外，中國地方的快速列車多以「○○Liner」作為愛稱。

小田急電鐵（已取消）
在2018年3月16日前，小田原線、多摩線中設有「多摩急行」列車，在繁忙時間運行（包括星期六及假日）。當中，平日早上往千代田線方向只限9時時段於新百合丘站出發，列車會直通至東京地下鐵千代田線和常磐緩行線。在日間會通過向丘遊園站。在此列車的前一班或後一班列車為往新宿站的「急行」列車，其列車會停向丘遊園站，但日間則通過經堂站，設有千鳥停車的關係。兩列車在代代木上原站可互相轉乘，使新百合丘站至代代木上原站之間緩解擁堵。此外，在平日多摩急行開始運輸前的時段，設有往千代田線方向的「急行」「準急」列車，這些列車與往新宿站的急行一樣，均停向丘遊園站（百合丘站、讀賣樂園前站、生田站），經堂站則通過。在2018年3月17日時間表修正後，直通至千代田線的「多摩急行」廢止，取而代之為往新宿站的「通勤急行」，而千鳥停車的方式也有更改，詳情參閱「小田急電鐵」的「通勤急行」一節。
京成電鐵
本線、押上線（包含直通至淺草線、京急電鐵本線、機場線）中，在早上上行（京成上野、羽田機場、橫濱方向）和黃昏下行（京成成田、成田機場方向）設有「快速特急」列車（在押上線押上站至本線京成高砂站之間設有在日間運行）。除平日外，星期六及假日也設有服務。停車站除了與「特急」停車站一樣外，在京成佐倉站至京成成田站之間設有通過站。
阪神電氣鐵道
阪神本線沒有使用「通勤特急」類別。但設有前往梅田站的「區間特急」類別。在以前，從三宮出發的特急，其停車站為少的時代，在2009年時間表修正後改從青木站出發，在香櫨園站前各站停車。在早上繁忙時間中，直通特急停西宮站和尼崎站，但區間特急則通過。而直通特急通過今津站、甲子園站、野田站，但區間特急則停車。設有千鳥停車的關係。在2016年時間表修正後，改從御影站出發，並加停2個特急停車站，包括魚崎站和尼崎站。

## 附上英文字母的列車類別
在部分鐵路公司中，由於停車站或費用制度不同，因為會以英文字母分別相同類別的列車。
A特急、B特急等
長野電鐵中設有特急列車，較快速與較少停車站的特急為A特急，在主要站停車的特急為B特急。在以前曾設有C特急、D特急和E特急。詳情參閱長野電鐵長野線#特急。
東武鐵道中，由於使用列車與費用制度不同，在1969年至1971年之間，使用1720系的特急列車為A特急，使用1700系的特急列車為B特急。在1964年至1969年之間，使用1720系的特急列車為D特急。詳情參閱華嚴號列車。
在前述的京阪電氣鐵道中，在特急設有上一等的類別，名為K特急。隨後改名為快速特急。
山陽電氣鐵道本線中，設有特急下一等的類別，名為S特急。相當於其他鐵路公司的急行或準特急。詳情參閱山陽電氣鐵道本線#S特急。
此外，國鐵、JR部分特急中，曾設有愛稱：L特急。此外，JR北海道的L特急中設有明確的層次關係，實際上是比特急次一等，在2017年3月4日的時間表修正後，整合至特急類別。
A急行、B急行
在富山地方鐵道本線中，區分了A急行和B急行，以停靠不同的停車站。
A快速、B快速
在阪和線中，在快速與區間快速之間設置了B快速類別。在仙石線中，在快速列車設有兩款停車站模式的時代，會區分為A快速和B快速，在2014年3月的時間表改正中整合至快速類別。此外，東京地下鐵東西線的快速中，在不同停車站的班次時會加上英文字以作區分。但是這情況只在內部為了分便分辨才使用，在正式列車類別中並沒有加入英文字（參閱#不是列車類別的列車類別）。
準急A、準急B
在2003年前，東武伊勢崎線的準急設有2種，在北千住至太田之間快速運輸為準急A，北千住至東武動物公園之間快速運輸為準急B。但是，在時間表內文中，只會標示準急，不會加上英文字母。詳情參閱東武伊勢崎線#準急A、B。
在北陸鐵道石川線中，曾設有準急A和準急B，以區間兩者不同的停車站。

## Liner
Liner  是指在1970年代以降開始使用的其中一種列車類別。一般會使用（特急）専用車輛，提供較快速的列車服務，並收取額外的費用作為確保設有座位的列車。
列車名多以使用「○○Liner」作稱呼。有部分快速列車的Liner不需額外費用，但本節只會提及以上定義的Liner。
在1984年6月1日，日本國有鐵道為了增加收入，其中一個政策是有效運用不載客列車，在黃昏時間，使用特別急行不載客列車運行Liner，並發售乘車整理票。首條路線於東北本線上野站至大宮站之間，以Home Liner的名稱運行。開設Liner是作為快速列車的額外服務。從此之後，在東京、札幌等其他都市圈也開始設有相關列車，在一些第三部門鐵道也有運行。
JR集團的通勤Liner、Home Liner
私鐵的通勤Liner、Home Liner
| 鐵路公司        | 路線名稱                       | Liner名稱     | 運行區間                                                                  | 使用車輛              | 額外費用            | 開設日期       | 備註 |
| --------------- | ------------------------------ | ------------- | ------------------------------------------------------------------------- | --------------------- | ------------------- | -------------- | --- |
| 京濱急行電鐵    | 京急本線 久里濱線              | 京急翼號 ※    | 品川 →京急久里濱、三崎口                                                  | 2100形                | 300日圓             | 1992年 4月16日 | 平日黃昏至深夜從品川前往京急久里濱、三崎口 |
| 京濱急行電鐵    | 京急本線 久里濱線              | 早上‧翼號 ※   | 三浦海岸 →品川、泉岳寺                                                    | 2100形                | 300日圓             | 2015年 12月5日 | 平日早上從三浦海岸前往品川、泉岳寺 |
| 東武鐵道        | 東上本線                       | TJ Liner ※    | 池袋 - 森林公園、小川町                                                   | 50090系               | 300日圓             | 2008年 6月14日 | |
| 愛之風 富山鐵道 | 愛之風 富山鐵道線              | 愛之風Liner ※ | 金澤、富山 - 泊                                                           | 愛之風 富山鐵道 521系 | 300日圓             | 2015年 3月16日 | 在2016年3月26日時，列車類別名稱由快速變為Liner 平日早上和黃昏運行 |
| IR石川鐵道      | IR石川鐵道線                   | 愛之風Liner ※ | 金澤、富山 - 泊                                                           | 愛之風 富山鐵道 521系 | 300日圓             | 2015年 3月16日 | 在2016年3月26日時，列車類別名稱由快速變為Liner 平日早上和黃昏運行 |
| 東京地下鐵      | 有樂町線 副都心線              | S-Train ※     | 所澤 - 豐洲 （平日） 西武秩父、飯能、所澤 - 元町・中華街 （星期六及假日） | 西武 40000系          | 按不同區間 不同價錢 | 2017年 3月25日 | |
| 東急電鐵        | 東横線                         | S-Train ※     | 所澤 - 豐洲 （平日） 西武秩父、飯能、所澤 - 元町・中華街 （星期六及假日） | 西武 40000系          | 按不同區間 不同價錢 | 2017年 3月25日 | |
| 横濱高速鐵道    | 港未來線                       | S-Train ※     | 所澤 - 豐洲 （平日） 西武秩父、飯能、所澤 - 元町・中華街 （星期六及假日） | 西武 40000系          | 按不同區間 不同價錢 | 2017年 3月25日 | |
| 西武鐵道        | 西武秩父線 池袋線 西武有樂町線 | S-Train ※     | 所澤 - 豐洲 （平日） 西武秩父、飯能、所澤 - 元町・中華街 （星期六及假日） | 西武 40000系          | 按不同區間 不同價錢 | 2017年 3月25日 | |
| 西武鐵道        | 新宿線 拜島線                  | 拜島Liner ※   | 西武新宿→拜島                                                             | 西武 40000系          | 300日圓             | 2018年 3月10日 | 在黃昏至深夜，從西武新宿單向前往拜島 在拜島線各站停車 |
| 京阪電氣鐵道    | 京阪本線 鴨東線                | Liner ※       | 出町柳、樟葉、枚方市 - 淀屋橋                                             | 8000系                | 按不同區間 不同價錢 | 2017年 8月21日 | 2018年9月14日前，從樟葉出發的Liner於枚方市通過（在同年9月15日時間表修正後，從樟葉出發的Liner於枚方市停車） 前往淀屋橋的班次中，在出町柳至七條之間各站，前往出町柳的班次中，在淀屋橋至京橋之間各站只可上車，不可下車 |
| 京王電鐵        | 京王線 相模原線                | KEIO LINER ※  | 新宿 - 京王八王子、橋本                                                   | 5000系                | 410円               | 2018年 2月22日 | 平日早上往新宿的班次於2019年2月22日開始運行。 往新宿的班次中，在相模原線內不可下車。 |

額外費用以一名成人使用列車標示。
設有※，代表該名稱也同時為列車類別名稱。

## 列車類別的代表顏色
由於設有不同的列車類別，因此各鐵路公司會在其列車類別使用不同的顏色以作分辨。當中這些顏色會使用在列車類別牌、車站資訊和時間表中。
- 多數鐵路公司均傾向使用以下通用類別與顏色：特急或急行「紅或橙」，準急「綠或藍」，普通「黑或深藍色」。
- 時間表或車站目的地資訊、車輛的列車類別牌中，會使用以下的標示方式(1)顏色文字配上白底或黑底背景，(2)顏色背景配上白或黑色文字。

### 各鐵路公司列車類別的代表顏色

#### JR各社
JR集團…全國均使用以下顏色
特急/急行/快速：紅、各停/普通：黑
在東京、大阪、名古屋、福岡的大都市中，會使用以下的配色。
JR東日本
東海道線、伊東線、宇都宮線（東北本線）、高崎線、上野東京線、湘南新宿線
（沼津、伊東、熱海、小田原、國府津、平塚 - 東京、新宿 - 大宮、小金井、宇都宮、黑磯、籠原、深谷、高崎、前橋）
通勤快速：紫、特別快速：淺藍、快速(包括Acty、Urban、Rabbity)：橙、普通：綠
京濱東北線、根岸線、橫濱線
快速(京濱東北線、橫濱線共用)：粉紅、京濱東北線各站停車：淺藍、橫濱線各站停車：黃綠
中央線快速、青梅線、五日市線、八高線、富士急行線 (東京、新宿 - 高尾、大月、河口湖、青梅、奧多摩、武藏五日市、高麗川）
通勤特快：紅、中央特快：藍、青梅特快：綠、假日快速奧多摩號列車：上半部是粉紅、下半部中「奧多摩」是藍、「秋川」是橙、通勤快速：紫、快速：橙、各站停車(東京 - 三鷹 中央線各站停車)：黃色、※特別快速 : 淺藍(再出現異常情況或障礙物事故時使用)
埼京線、川越線、相鐵·JR直通線（直通臨海線、相鐵線、新木場、羽澤橫濱國大 - 大崎 - 大宮 - 川越）
通勤快速：粉紅、快速：淺藍、各站停車/普通：綠
京葉線（東京 - 西船橋、蘇我、直通外房線、內房線、東金線）
通勤快速：紅、快速：綠、各站停車/普通：藍
常磐線快速、常磐線各站停車（品川 - 上野 - 取手、土浦）
特急/特別快速：紅、普通(中距離電車、上野 - 取手之間為快速列車)：藍、快速(上野 - 取手之間，我孫子 - 成田之間為普通)：翡翠綠、各站停車(直通東京地下鐵千代田線小田急線)：灰(若為地下鐵車輛為灰色，JR、小田急車輛為翡翠色，在綾瀨直通時會改變顯示牌)
南武線
快速：粉紅，各站停車：黃
仙石東北線
特別快速/快速：紅、快速(仙台至高城町之間各站停車)：綠
JR東海
全社統一使用以下配色。
特急/Home Liner：紅、特別快速：黃、新快速/快速『三重』：朱紅、快速：藍、區間快速：黃綠、普通：黑
例外
經東京直通至東北本線的普通列車(東海道本線靜岡地區的JR東日本直通列車)：綠
JR西日本（都市網絡）
在JR西日本都市網絡所有路線中，均使用以下配色。
特急/通勤特急：紅、新快速/關空快速：藍、直通快速(經大阪東線)：藍灰、
纪州路快速/快速/直通快速(阪和線)/都路快速：橙、區間快速：綠、普通：白
例外
關空特急『遙』：紫、大和路快速/快速(大和路線)/區間快速(大和路線)：綠(翠綠)
區間快速(奈良線):橙
JR九州（福岡近郊區間）
鹿兒島本線（門司港 - 荒尾）
特急:赤、(藍色)快速：藍、(綠色)快速：綠、準快速：橙、普通：黑
※(藍色)快速是在門司港 - 荒尾之間為快速、(綠色)快速是博多站往門司方向或荒尾方向為各站停車。

#### 私鐵
東武鐵道
伊勢崎、日光線系統
特急SPACIA:橙、特急兩毛：紅、快速/區間快速:淺藍、急行/區間急行:紅、準急/區間準急:綠、普通:黑
東上線
川越特急:紫、:TJ Liner:橙、快速急行:藍、快速:減藍、急行:紅、通勤急行:紫、準急:綠、普通:黑
西武鐵道
特急:紅、快速急行:紫、急行:橙、通勤急行:黃、快速:淺藍、準急:綠、通勤準急:藍、各停:灰
京成電鐵、北總鐵道、芝山鐵道、京濱急行電鐵
Skyliner/Morning,Evening Liner:深藍、City Liner:紫、京急翼號/快特/快速特急:綠、機場快特/Access特急:橙、特急:紅、通勤特急:淺藍、急行/機場急行:藍、快速:粉紅、普通:黑
京王電鐵
特急:粉紅、準特急:橙、急行:綠、區間急行:金(列車類別牌:白色背景加綠字)、快速:藍、各停:黑背景加白框
小田急電鐵
特急浪漫特快:紅、快速急行:橙、通勤急行:白色背景加紅字、急行:紅、通勤準急:白色背景加綠字、準急:綠、各站停車:藍
東急電鐵、橫濱高速鐵道
特急:橙、通勤特急:橙+紅、急行:紅、準急:綠、各停(二子新地站與高津站通過):白色背景加綠字、各停(其他):藍
相模鐵道
特急:橙、急行:經、快速:青、各停:灰　
首都圈新都市鐵道
快速:紅、通勤快速:橙、區間快速:深藍、普通:灰
靜岡鐵道
急行:紅、通勤急行:橙、普通:藍　
名古屋鐵道
μ-SKY/快速特急/特急:紅、快速急行/急行:藍、準急:綠、普通:黑
近畿日本鐵道
特急/快速急行/區間快速急行(已廢止):紅、急行/區間急行:橙(區間急行的列車類別牌:紅)、準急/區間準急:綠(區間準急時間表文字:茶)、普通:藍
在過去的時間表中，曾使用以下配色 快速急行/區間急行:粉紅、區間快速急行:藍、普通:黑
京阪電鐵
快速特急:粉紅、特急:紅、Liner:白色背景加紅字、快速急行/通勤快急:紫、急行/深夜急行:橙、準急/通勤準急:藍、區間急行:綠、普通:黑
阪急電鐵、能勢電鐵
快速特急A:白色背景加紅字、快速特急/直通特急/特急/通勤特急/日生特快:紅、快速急行:橙、通勤急行/日生急行/妙見急行/急行:黃(列車類別牌:橙)、快速:淺藍(列車類別牌:綠（在2013年12月20日前）)、準急:綠、普通:黑
阪神電鐵、山陽電鐵
阪神線
直通特急/特急:紅、直通特急(高速線內各停):黃、區間特急:茶(列車類別牌:紅)、快速急行:淺藍、急行/區間急行:紅、準急/區間準急:綠、普通:藍
山陽電鐵線
直通特急/特急:紅、直通特急(高速線內各停):黃、S特急:綠、普通:黑
在阪神的時間表中，直通特急停車站使用紅色背景加白色數字。
南海電鐵、泉北高速鐵道
特急:紅、快速急行/機場急行/急行:橙、區間急行:綠、準急:藍、普通:各站停車:黑
神戶電鐵
特快速:粉紅、急行:紅、準急:綠、普通:黑
西日本鐵道
特急:紅、急行:綠、普通:黑

## 不是列車類別的列車類別
以下分別指出一些可當作一種列車類別，但是實際上和正式上不會作為一種列車種別（包含已經停用的列車種別）：
- L特急 - 為國鐵、JR在來線特急列車的愛稱，不是一種正式的列車類別。但是在時間表上會以圖像化的「L」作區別。
- 新特急（日语：新特急） - 國鐵、JR東日本在東北本線、高崎線系統中，部分特急列車使用185系電動列車的愛稱（「新特急○○」），不是一種正式的列車類別。
- 寢台特急、寢台急行 - 基本上是以臥鋪車連結的列車。在市面上的時間表中，會以圖像化的星星作為標記。實際上是特急列車或急行列車，不是一種正式的列車類別。
- 附上英文字母的列車類別
根據優等（快速）列車的不同停車站，會以A、B、C…等英文字母來分別，以下為使用例子：
  - A快速、B快速、C快速等 - 東京地下鐵東西線的快速列車，在營團地下鐵的時代，公司內部會按快速列車停車站的多少而順序以A快速、B快速、C快速分辨。此外，C快速為現時通勤快速的前身。此外，JR東日本仙山線中也曾使用A快速、B快速、C快速，以分辨不同快速列車的停車站模式，並曾設車站資訊上標示[28]，但是在市面上的時間表中並沒有分辨各種快速列車[29]。
- 不停站特急、甲特急、乙特急、觀光特急 - 在近畿日本鐵道公司內，作為分辨特急的類型。當中，名阪、阪伊、名伊3特急路線中，較快達與較少停車站的特急為甲特急，在主要站停車的特急為乙特急，不是一種正式的列車類別[註 7]。此外，在甲特急之中，若在長距離之間沒有停車站的列車（在2012年以後只有阪伊特急才設有）會稱為「不停站特急」，這名稱只是愛稱，不是一種列車類別。此外在1960年時，在主要站停車的特急曾名為準特急，此列車類別曾正式使用[註 8]。在2013年後，設有専用車輛的「Shimakaze」（50000系）和「蔚藍交響曲」（16200系（日语：近鉄16200系電車））會使用「觀光特急」作稱呼，特別在「Shimakaze」與甲特急的停車站有部分不同之處，但是卻是其中一種特急的。詳情參閱近鐵特急。
- 顏色分別 - 在同一類別中，若停車站不一樣，會以顏色作區分。例如仙石東北線的快速列車與東急大井町線的各站停車。
- 日本國有鐵道的特別準急 - 特別準急是小田急電鐵獨有的類別，實際上相等於國鐵準急，並使用157系電動列車（日语：国鉄157系電車）運行[32]。
- 優等列車（日语：優等列車） - 優等列車是泛指特急、急行列車等較快速的列車，不是一種正式的列車類別。京王電鐵[33]與近畿日本鐵道[34]均否定不用費用的較快速的列車會被定義為優等列車。

### 書籍
- 竹田辰男. . 鐵道資料保存會. 1989. ISBN 978-4885400612.
- 交友社『鐵道愛好者』2007年10月號 特刊「列車種別バラエティ」
- 秀和System; 井上孝司. . 2009年. ISBN 978-4-7980-2412-7.